# منطقه اقتصادی کالینینگراد

Kaliningrad economic region (in red) in Russia

منطقه اقتصادی کالینینگراد (انگلیسی: Kaliningrad economic region) یکی از دوازده منطقه اقتصادی روسیه است.